# (2424) Tautenburg
(2424) Tautenburg – planetoida z pasa głównego asteroid okrążająca Słońce w ciągu 3 lat i 221 dni w średniej odległości 2,35 au. Została odkryta 27 października 1973 roku w Obserwatorium Karla Schwarzschilda w Tautenburgu przez Freimuta Börngena i K. Kirscha. Nazwa planetoidy pochodzi od miejscowości Tautenburg w Niemczech, gdzie została odkryta. Przed nadaniem nazwy planetoida nosiła oznaczenie tymczasowe (2424) 1973 UT5.